# Kukuxumusu
Kukuxumusu ("The Drawing Factory / Marrazki Fabrika / La Fábrica de Dibujos / La Fabrique de Dessins") est une entreprise navarraise de la ville de Pampelune (Navarre, Espagne) spécialisée dans la réalisation et la fabrication de vêtements, cartes postales et autres objets de souvenirs avec des dessins amusants, spécialement en rapport avec les fameuses fêtes de San Fermín. 
Kukuxumusu signifie « petit baiser de puce» en basque (kukuso = puce et musu = bise).

## Histoire de l'entreprise
La société a été fondée pendant les Sanfermines de 1989 à Pampelune. Trois amis (Gonzalo Domínguez de Bidaurreta, Koldo Aiestaran et Mikel Urmeneta) réalisèrent des T-shirts comme souvenirs des fameux lâcher de taureaux de Pampelune. La compagnie s'est ensuite développée et est maintenant l'une des images principales des fêtes de San Fermín et de Pampelune, faisant d'autres produits tels que vaisselle, porte-clés, cartes postales, etc.

## Kukuxumusu et San Fermín
Chaque année, Kukuxumusu crée un tee-shirt spécial reproduisant une scène de la fête. Par exemple, en 2010 l'illustration du tee-shirt est une représentation de l'encierro en 3D.

Kukuxumusu a également d'autres façons de célébrer la fête :
- Guiri del Año (Touriste de l'année) : chaque San Fermin, Kukuxumusu récompense le touriste qui vit l'ambiance passionnément, et qui, comme Hemingway, devient l'ambassadeur de la fête.
- Jai Day (Jour de la fête) : Kukuxumusu invite chaque année une autre fête universelle à connaître celle de San Fermin, ce qui donne un mélange enrichissant.
- Concours : Kukuxumusu récompense chaque année la créativité de la meilleure photographie et de la meilleure vidéo des fêtes.

## Implantations
Des boutiques officielles sont implantées à Pampelune mais aussi dans plusieurs villes du Pays basque, dans le reste de l'Espagne et en France. La marque est également distribuée dans 89 pays.
Kukuxumusu possède actuellement des boutiques officielles à Pampelune, Bilbao, Barakaldo, Saint-Sébastien, Usurbil, Vitoria, Bayonne, Barcelone, Madrid, Valence, Saragosse, Logroño, Cordoue et Séville.